# Jim Herd
James "Jim" Herd (24 de marzo de 1939) es un exproductor ejecutivo de lucha libre profesional. Herd fue el vicepresidente ejecutivo de la World Championship Wrestling desde 1988 hasta 1992, tras la adquisición de la Jim Crockett Promotions, afiliada a la NWA en 1988. Su permanencia, sin embargo, recibió duras críticas tanto de los luchadores como de los fanáticos. Herd fue despedido de la WCW en 1992.

## Primeros años y carrera
Antes de iniciar su rol en la WCW, Herd había sido gerente de la estación de televisión KPLR-TV de St. Louis, el cual emitía el entonces popular programa Wrestling at the Chase. Posteriormente, trabajó como gerente regional de Pizza Hut.

## World Championship Wrestling
Jim Herd fue contratado como Vicepresidente ejecutivo de la World Championship Wrestling en 1988, a través de sus conexiones y amistad con el ejecutivo Jack Petrik. Su periodo empezó oficialmente el 3 de enero de 1989.

### Críticas
Muchas personalidades, fanes, y trabajadores han criticado unánimemente a Herd por su falta de conocimiento del negocio de la lucha libre. Ric Flair en particular declaró que Herd "no sabía nada de lucha libre, sólo el hecho de que la estación que él tuvo tenía un buen programa". Durante su periodo en la WCW, Herd intentó competir con Vince McMahon y la World Wrestling Federation al introducir el mismo tipo de gimmicks que eran parte de la WWF en la época, alienando a la audiencia intransigente de la NWA. Por ejemplo, intentó una idea con una pareja llamada The Hunchbacks (con el gimmick con el cual ellos no podrían ser cubiertos en el cuadrilátero debido a que sus jorobas no les permitirían a sus espaldas tocar la lona), después de que esa idea fuera rechazada por el comité de booking, vino con la idea de Ding Dongs, una pareja que luchaba con campanas. Después de eso, tuvo la idea de Big Josh, un leñador que era acompañado de osos bailarines. Stan Hansen dejó la organización para regresar a All Japan Pro Wrestling después de que Herd le dio la idea de ser parte de un stable cómico de vaqueros llamado The Desperados. Jim Cornette y Stan Lane, dejaron también la organización en octubre de 1990, disolviendo a The Midnight Express, dejando a Bobby Eaton en solitario, después Herd culparía muchos de sus fracasos a Cornette y otros. Animal de The Road Warriors declaró en el DVD de Road Warriors de WWE Home Video, que ellos tuvieron problemas con Herd y renunciaron de la WCW en junio de 1990.

#### Ric Flair
Herd regularmente tenía conflictos con el entonces Campeón Mundial de Peso Pesado de la NWA y miembro del comité de booking Ric Flair. Acordando a Flair, Herd quería que Flair se deshiciera el gimmick de "Nature Boy", se cortara el cabello (incluso aunque el cabello rubio de Flair era una de sus marcas registradas reconocidas), y adoptara el personaje de un gladiador romano llamado "Spartacus" en orden de "cambiar con los tiempos". Esto no le sentó bien a Flair y el comité. (Kevin Sullivan, quién también era miembro del comité, se le había citado esta frase, "Mientras hacemos esto, por que no vamos al Yankee Stadium y cambiamos el número de Babe Ruth?"). Herd creyó que el momento de Flair como luchador de evento principal había terminado y que el dinero vendría con Sting y Lex Luger. Este feudo en camerinos llegó a su punto álgido cuando, durante una re-negociación de contrato, Flair se negó a aceptar un corte en su pago y ser alejado de su posición de main eventer (ya que era, lejos, el luchador más taquillero de la empresa). También se negó a perder el título contra Lex Luger como Herd quería, diciendo que él había prometido perderlo contra Sting y Herd había aceptado previamente. A Herd no le importaba lo que había dicho antes y acusó a Flair de perjudicar a la compañía pero Flair dijo que estaba simplemente haciendo que Herd fuera fiel a su palabra. Flair intentó compremeterse con Herd y ofreció perder el título contra Barry Windham, sintiendo que Windham ha pasado mucho tiempo ignorado y merecía una oportunidad al título. Sin embargo, mientras Flair se preparaba para luchar contra Windham para perder su título, el 1 de julio de 1991, dos semanas antes de The Great American Bash, Herd despidió a Flair de la WCW y lo despojó del Campeonato Mundial Peso Pesado de la WCW. Flair, sin embargo, estaba en posesión del cínturon físico del campeonato.

#### Flair lleva el cinturón a la programación de la WWF
Tras la notificación, Flair llamó a Vince McMahon de la rival World Wrestling Federation para informarle de la situación. McMahon ofreció a Flair un trato con la WWF a cambio de él envíandole a McMahon el cinturón, y Flair agradeció. Unas semanas después, salieron unas promo que mostraban a Bobby Heenan con el cinturón de Flair en la televisión de la WWF. Los oficiales de la NWA y la WCW expresaron frustración por las acciones de Herd y entre los fuertes gritos de "Queremos a Flair!" en los eventos de la WCW durante este periodo, hicieron un intento final para salvar su reputación ofreciendo a Flair substancialmente más dinero a cambio. Sus esfuerzos fracasaron.

#### Impacto duradero en la NWA
Flair estaba en sus derechos legales para llevarse el título mundial de la NWA/WCW con él a la WWF porque Herd se negó a devolverle devuelta el depósito de $25.000 que la NWA requería de cada luchador al ganar el título mundial para evitar que apareciera en una promoción rival (como la WWF); acordando a las leyes de la NWA, el depósito podría ser pagado de vuelta tras perder, además del ínteres. Sin Flair, el Great American Bash de 1991, se volvería lo que muchos fanes consideran uno de los peores PPV de lucha libre en la historia, ya que la audiencia gritaba fuerte "Queremos a Flair!", a lo largo del evento. Muchos ahí y en PPV vieron la lucha por el título entre Lex Luger y Barry Windham, como un engaño porque Flair todavía tenía el título actual (tuvieron que recurrir a poner la palabra 'World Champion' en uno de los títulos antiguos de Dusty Rhodes, debido a que el título Mundial de la WCW no estaba listo a tiempo, y Luger recibiéndolo después de la lucha) y nunca fue derrotado por él, haciendo que el storyline de que Flair era el 'verdadero campeón mundial' en la WWF tras la llegada de Flair tuviera legitimidad. La NWA sufrió enormemente.

#### Legado y consecuencias
Muchos fanáticos de la lucha libre vieron este incidente como la razón principal por la cual Vince McMahon le quitó el título del Campeonato Peso Pesado Mundial de la WWF de Bret Hart, quién iba a dejar la WWF por la WCW, en Survivor Series de 1997 de la forma infame en que lo hizo, en orden de evitar que este fuera exhibido en WCW Monday Nitro al día siguiente (un incidente similar ocurrió en diciembre de 1995 cuando Madusa Miceli vino con el cinturón del Campeonato Femenino de la WWF en WCW Monday Nitro y lo tiró a un tarro de basura). Muchos sintieron que su compañía, que estaba perdiendo la guerra de ratings contra la WCW a la época, simplemente no podía permitir la misma pesadilla de relaciones públicas que había sufrido la NWA en 1991 y tomó extremas medidas para prevenirlo al ordenar al árbitro (Earl Hebner) para finalizar la lucha segundos antes de que Shawn Michaels pusiera a Hart en su propia llave de rendición y premiando el título a Michaels.
La disputa con Flair causó una demanda entre las dos empresas, pero posteriormente la demanda fue olvidada. En el DVD de 2008 de WWE, Nature Boy Ric Flair: The Definitive Collection, Flair dijo que se quedó con el "Big Gold Belt" porque nunca se le pagó su depósito inicial de $25.000 dólares por el título de la NWA, además del interés, lo que dejaba un total de $38,000. Meses después de la partida de Flair, Jim Herd fue despedido y reemplazado por Kip Allen Frey en enero de 1992.